# Издательство Университета Кентукки
Издательство Университета Кентукки (англ. University Press of Kentucky, сокр. UPK) — издательское подразделение Кентуккийского университета со штаб-квартирой в Лексингтоне, штат Кентукки.

## История и деятельность
Университетское издательство было основано в 1969 году, но Университет Кентукки спонсировал научные публикации ещё с 1943 года. В 1949 году издательство было учреждено как отдельное академическое агентство при президенте университета, а в следующем году Брюс Денбо (Bruce Frederick Denbo), в то время работавший в издательстве Университета штата Луизиана, был назначен первым штатным сотрудником издательства Кентуккийского университета, став позже его директором и проработав на этой должности до выхода на пенсию в 1978 году. Издательство стало членом Ассоциации американских университетских издательств в 1947 году.
В настоящее время, после ряда реорганизаций, издательство Университета Кентуккии представляет собой консорциум, в который входят все университеты штата Кентукки, семь его частных колледжей и два исторических общества:
| - Bellarmine University - Berea College - Centre College - Eastern Kentucky University - The Filson Historical Society - Georgetown College | - Kentucky Historical Society - Kentucky State University - Morehead State University - Murray State University - Northern Kentucky University - Spalding University | - Transylvania University - University of Kentucky - University of Louisville - University of Pikeville - Western Kentucky University |

Университетское издательство Кентукки поддерживается фондом Thomas D. Clark Foundation — частным некоммерческим фондом, созданным в 1994 году с единственной целью оказания финансовой поддержки издательству. Он назван в честь Томаса Кларка — американского историка, лауреата Commonwealth of Kentucky и основателя издательства.
В 2012 году издательство было переведено под эгиду University of Kentucky Libraries. В 2020 году директором издательства была назначена Эшли Руньон (Ashley Runyon) — бывший директор торговых изданий Indiana University Press. Она сменила на этом посту Лейлу Солсбери (Leila Salisbury), которая с 2008 года работала директором University Press of Mississippi.